# Grimms Notes
Grimms Notes (グリムノーツ?, Gurimu Nōtsu) è un videogioco GdR online free-to-play sviluppato da Square Enix. È stato pubblicato in Giappone il 21 gennaio 2016 per dispositivi Android e iOS, seguito da Corea del Sud, Cina, Nord America ed Europa il 2 marzo 2018 da parte di Flero Games. Un adattamento televisivo anime realizzato da Brain's Base, intitolato Grimms Notes The Animation, è andato in onda dal 10 gennaio al 28 marzo 2019.

## Media

### Anime
Una serie televisiva anime dal titolo Grimms Notes The Animation è stata annunciata da Square Enix a gennaio 2018. La serie è andata in onda a partire dal 10 gennaio 2019 in Giappone, mentre in Italia è ancora inedito. L'anime è animato dallo studio Brain's Base e diretto da Seiki Sugawara, Hiroshi Yamaguchi si occupa della sceneggiatura, Kentaro Matsumoto del character design e Fumiyuki Go della musica. La sigla di apertura è Innocent Notes di Ayana Taketatsu, mentre quella di chiusura è Endless Notes delle i☆Ris.

#### Personaggi
Ex (エクス?, Ekusu)
Doppiato da Ryōta Ōsaka
Reina (レイナ?)
Doppiata da Reina Ueda
Shane (シェイン?)
Doppiata da Miyu Kubota
Tao (タオ?)
Doppiato da Takuya Eguchi
Loki (ロキ?)
Doppiato da Takahiro Mizushima
Curly (カーリー?)
Doppiata da Sumire Uesaka
Cenerentola (シンデレラ?)
Doppiata da Reina Ueda
Cappuccetto Rosso (赤ずきん?, Akazukin)
Doppiata da Risa Taneda
Biancaneve (白雪姫?, Shirayuki-hime)
Doppiata da Aoi Yūki
Robin Hood (ロビン・フッド?)
Doppiato da Junji Majima
Alice (アリス?)
Doppiata da Miyu Kubota